# علي سليمان (مبارز)
علي سليمان (مواليد 28 مارس 1947) هو مبارز بالسيف لبناني، مثّل بلاده في الألعاب الأولمبية الصيفية 1972.

## روابط خارجية
علي سليمان على موقع أوليمبيديا (الإنجليزية)